# Leberhautzeichen

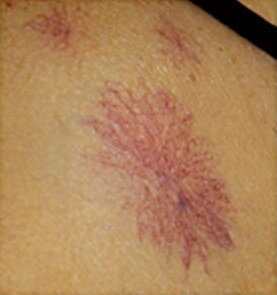
Spider-Naevi bei Leberzirrhose

Der Begriff Leberhautzeichen wird in der Medizin verwendet. Man versteht darunter charakteristische Veränderungen der Haut, die bei schweren chronischen Lebererkrankungen, zum Beispiel der Leberzirrhose, mehr oder minder häufig nachweisbar sind und den Arzt bei der Untersuchung darauf hinweisen können.
Häufig beobachtete Zeichen sind:
- Spider-Naevi („Lebersternchen“)
- Palmarerythem (rote Handfläche)
- Plantarerythem (rote Fußsohlen)
- Dupuytrensche Kontraktur mit strangförmigen Verhärtungen an den Fingersehnen
- Weißnägel oder Milchglasnägel („Terry-Nägel“)[1]
- Lackzunge
- Lacklippen
- Caput medusae (vermehrte Venenzeichnung der Bauchhaut), ggf. mit Aszites
- Bauchglatze
- Mundwinkelrhagaden
- Teleangiektasien
- Hautatrophie
- Gynäkomastie
- Prurigo simplex subacuta

Bei zirka 90 Prozent der Patienten mit Leberzirrhose lassen sich Lebersternchen finden.